# SN 2005fx
SN 2005fx – supernowa typu Ia odkryta 15 września 2005 roku w galaktyce A225648+0024. W momencie odkrycia miała maksymalną jasność 21,80m.